# سيرجيو مارتينيز
سيرجيو مارتينيز (بالإسبانية: Sergio Martínez)‏ هو سباح كولومبي، ولد في 1936.

## وصلات خارجية
- سيرجيو مارتينيز على موقع أوليمبيديا (الإنجليزية)